# Amélie-les-Bains-Palalda
Amélie-les-Bains-Palalda (på Catalansk: Els Banys d'Arles i Palaldà) er en kommune i departementet Pyrénées-Orientales i Sydfrankrig. Kommunen har fået navn efter de to byer Amélie-les-Bains og Palalda. Derudover omfatter kommunen også landsbyen Montalba.
Amélie er kendt for sin termiske bade.

## Geografi
Amélie og Palalda ligger i Pyrenæerne i den snævre Tech-dal i landskabet Vallespir, som er en del af Roussillon. Byerne ligger over for hinanden på hver sin side af floden. Floden Mondony løber gennem Amélie inden den løber ud i Tech.
4 km mod sydvest længere oppe af Tech ligger Arles-sur-Tech. 10 km Længere nede af floden mod øst ligger Céret.
Ved Amélie udspringer flere steder svovlkilder (20-60 °C) fra bjergsiderne.

## Navn
Amélie hed oprindeligt Les Bains d'Arles, Arles' bade, efter den nærliggende by Arles-sur-Tech. Den 7. april 1840 omdøbte kong Louis-Philippe byen til Amélie-les-Bains efter sin hustru Marie Amélie de Bourbon, som flere gange var på kurophold i byen.
Palalda hed indtil revolutionen Palaudà, som betyder palads.

## Historie

### Les Bains d'Arles
Stedet hvor Amélie ligger, har været beboet siden romertiden. De varme kilder tiltrak romerne, som byggede bade og enkelte villaer uden at det dog udviklede sig til en by. I det 5. århundrede blev romerne trængt ud af området af visigoterne, som ikke havde den samme interesse for badene, der herefter forfaldt.
Fra slutningen af det 8. århundrede findes et dokument, hvor Karl den Store overdrager Les Bains d'Arles til abbeden i Sainte Marie klosteret i Arles-sur-Tech. I 1237 blev Les Bains solgt til seigneur af Roussillon og Vallespir Nunyo Sanche.
Omkring 1670 blev der bygget et fort, Fort-les-Bains, som stadig findes.
Efter revolutionen blev de termiske bade overtaget af den franske stat, men solgt i 1813 til en Hermabessière, som renoverede og udbyggede badene.

### Palalda
Palalda nævnes første gang i det 9. århundrede. Befæstningen, som kan ses i dag, blev opført af Guillaume-Hugues de Serralonga omkring 1250.

### Kommunesammenlægninger
De to kommuner Amélie-les-Bains og Palalda blev lagt sammen i 1942 under det nuværende navn Amélie-les-Bains-Palalda. I 1963 blev Montalba-d'Amélie indlemmet i kommunen.

## Borgmestre
| Navn              | Periode   |
| ----------------- | --------- |
| François Mefler   | 1941-1944 |
| Gaudérique Parent | 1944-1945 |
| Georges Bosch     | 1945-1950 |
| Jean Trescases    | 1950-1951 |
| Gustave Pouzens   | 1951-1952 |
| Paul Alduy        | 1952-1959 |
| Jean Aspar        | 1959-1959 |
| Jacqueline Alduy  | 1959-2001 |
| Alexandre Reynal  | 2001-2020 |
| Marie Costa       | 2020 -    |

## Demografi

### Udvikling i folketal
| 1962                                                              | 1968 | 1975 | 1982 | 1990 | 1999 | 2006 | 2010 | 2017 |
| ----------------------------------------------------------------- | ---- | ---- | ---- | ---- | ---- | ---- | ---- | ---- |
| 3001                                                              | 3662 | 3908 | 3713 | 3239 | 3475 | 3656 | 3702 | 3460 |
| Tal fra og med 1962 er uden dobbelttælling (sans doubles comptes) |      |      |      |      |      |      |      |      |